# Otto Schloifer

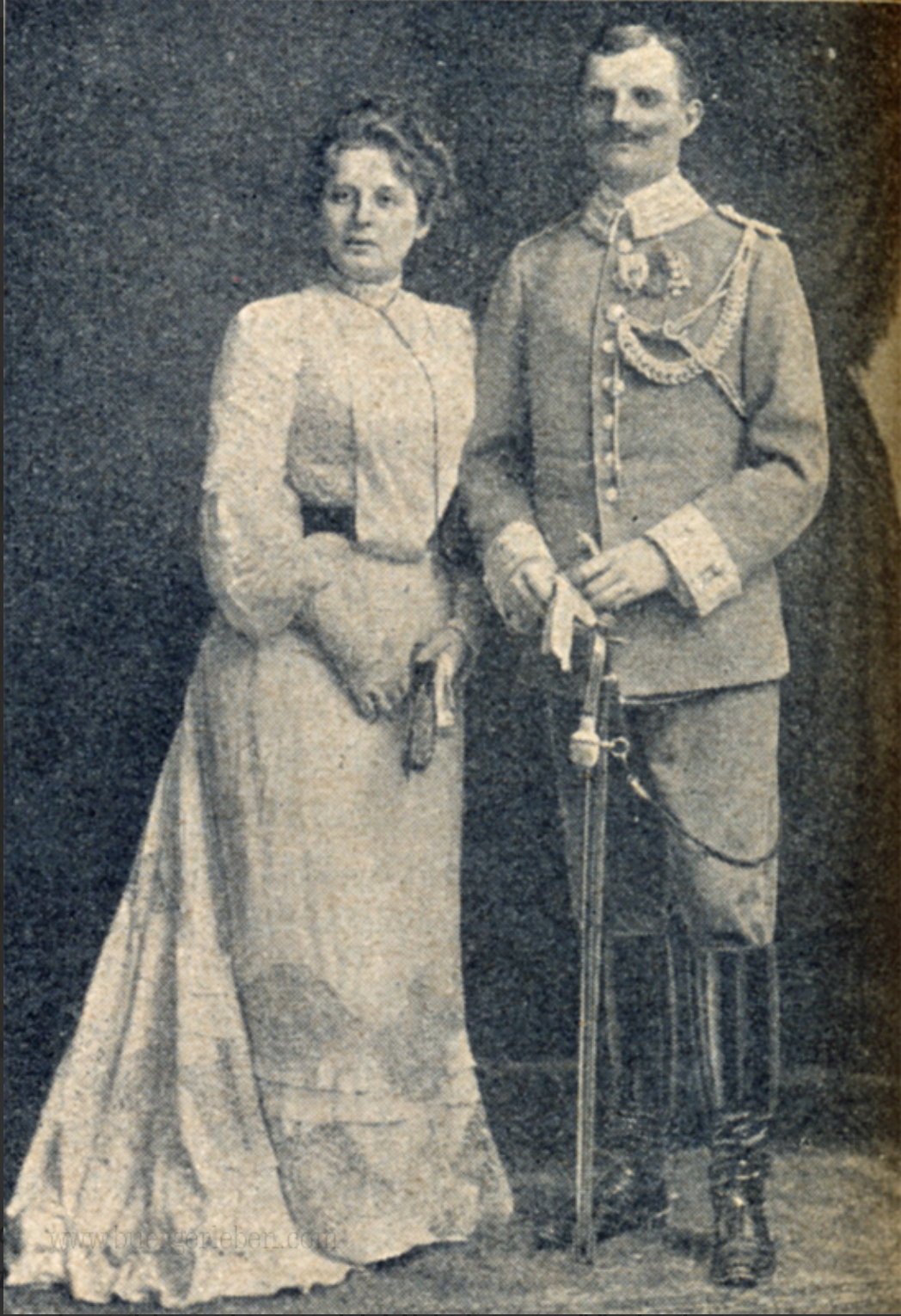
Otto Schloifer mit seiner Frau Anna, vor 1909.

Otto Franz Johannes Schloifer (* 12. August 1867 in Varel; † 9. Mai 1941 in Berlin) war als Soldat, Forschungsreisender und Firmengründer hauptsächlich in Deutsch-Ostafrika tätig. Später pendelte er als Bergbauunternehmer zwischen der Kolonie und Deutschland.

## Lebensweg
Schloifer stammte aus dem Großherzogtum Oldenburg, wo seine Familie höhere Beamte, Juristen und mit Johann Heinrich Jakob Schloifer (1790–1867) den ersten konstitutionellen Ministerpräsidenten des Landes gestellt hatte.
Er studierte ab Wintersemester 1886/87 zunächst Rechtswissenschaften an der Universität Freiburg und wurde dort – wie vor ihm schon sein älterer Bruder Karl Schloifer – Mitglied des Corps Suevia. Ab 1888 schlug die Militärlaufbahn in der preußischen Armee ein und wurde 1889 zum Leutnant ernannt. 1892 nahm er an der 3. Antisklavereiexpedition zum Victoriasee teil und verblieb hiernach in der Kolonie als Offizier der dortigen Schutztruppe. Ab dem 30. März 1898 war er bei der Schutztruppe „à la suite“ gestellt.
In der Folge wurde Schloifer mit der Leitung des Transportunternehmens beauftragt, um den Dampfer Hedwig von Wissmann, der in Hamburg von der Schiffswerfte & Maschinenfabrik AG konstruiert und 1898 in Einzelteilen nach Deutsch-Ostafrika verschifft worden war, nach Kigoma zu bringen und dort montieren zu lassen. Schloifer erfüllte diesen Auftrag und das Schiff konnte 1900 in Dienst gestellt werden.
Im Mai kehrte Schloifer vom Tanganjikasee nach Daressalam zurück und erhielt zunächst Heimaturlaub. Während dieses Urlaubs heiratete Schloifer Anna Schrenck von Notzing und begab sich anschließend mit seiner Frau zurück in die Kolonie. Das Paar reiste von Mai bis September 1901 vom Tanganjikasee nach Norden zu den Nilquellen, nach Ruanda sowie über Bukoba nach Uganda. Am 22. März 1902 schied Schloifer aus der Schutztruppe aus. Am 12. April 1902 gründete er, nun Hauptmann a. D., die private und kommerzielle Transport-Firma Central-Afrikanische Seengesellschaft m.b.H. (C.A.S.G.) in Ujiji bzw. später in Kigoma. Schloifer fungierte als Direktor der Firma, die allerdings nur einige Segler einheimischer Bauart auf dem Tanganjikasee besaß.
Ab Februar 1903 hielt sich Schloifer weiterhin im Seengebiet, etwa in Udjiji, auf. Ab Mai 1903 folgten weitere Reisen zwischen Ostafrika und Deutschland, wo Schloifer Geldgeber für Gold-Schürfstellen in Ikoma suchte. Eine entsprechende Gesellschaft, die Centralafrikanische Bergwerksgesellschaft, hatte er am 30. Mai 1905 zusammen mit Scharlach und Lenz in Berlin gegründet. Schloifer fungierte als Vorstand des Unternehmens. Im August 1905 nahm er zusammen mit dem Bergingenieur Schlenzig an einer Expedition an den Victoriasee zur Erschließung weiterer Goldvorkommen teil.
1906 war Schloifer erneut in Deutsch-Ostafrika, diesmal um die Wiedereröffnung der Saline Gottorp bei Uvinza nach Zerstörung durch Überflutung und im Oktober die Eröffnung der Goldschürfstellen in Kassama zu überwachen. Auf der Hauptversammlung der Bergwerksgesellschaft am 30. September 1907 berichtete Schloifer über abbauwürdige Goldvorkommen am Kirondabach bei Sekenke in der Wembere-Steppe. Im August 1908 erwarb Schloifer die Konzession für den dortigen Goldabbau vom Irangi Syndikat. Am 10. August wurde hierfür die Kironda-Goldminen-Gesellschaft als Ausgründung der Centralafrikanischen Bergwerksgesellschaft gegründet. Schloifer fungierte hier zusammen mit Curt von Unruh als Geschäftsführer und reiste am 11. August nach Deutsch-Ostafrika, um die Maschinentransporte nach Sekenke zu überwachen.
1909 unternahm Schloifer zusammen mit seiner Frau erneut eine Reise. Am 3. September brach das Paar von Udjidje auf, um am 12. Oktober in Matadi an der Kongomündung anzukommen. Anna Schloifer war damit die erste Deutsche, die Afrika von Ost nach West durchquert hatte.
Schloifer nahm am Erstern Weltkrieg teil. 1917 war er Major a. D. und Leiter von Bergwerken in Antweiler an der Ahr und Schluckenau (Böhmen). Nach dem Ersten Weltkrieg war er im Export beschäftigt, ab 1925 war er mit der Untersuchung von Mineralvorkommen im Ausland betraut. 1929 wurde er Auslandsvertreter der Ruhrchemie AG in Oberhausen, seit 1931 mit Wohnsitz in Berlin. 1939 veröffentlichte er sein Tagebuch. Schloifer starb 1941 in Berlin.

## Werke
- Bana Uleia: Ein Lebenswerk in Afrika; Aus d. Tagebüchern eines alten Kolonialpioniers. D. Reimer. Berlin. 1939.